# Atriplex ameghinoi
Atriplex ameghinoi là loài thực vật có hoa thuộc họ Dền. Loài này được Speg. mô tả khoa học đầu tiên năm 1902.